# Gwilym Lee
Gwilym Lee est un acteur britannique né le 24 novembre 1983 à Bristol (Angleterre). Il est principalement connu pour avoir interprété le sergent Nelson dans la série Inspecteur Barnaby et le guitariste du groupe Queen Brian May dans le biopic Bohemian Rhapsody.

## Filmographie

### Cinéma
- 2010 : Isle of Dogs, de Tammi Sutton : D.C. Block
- 2010 : The Tourist, de Florian Henckel von Donnersmarck : Senior technician mountain
- 2011 : Le Roi Lear, de Robin Lough : Edgar
- 2018 : The Last Witness, de Piotr Szkopiak : capitaine John Underwood
- 2018 : Bohemian Rhapsody, de Bryan Singer : Brian May
- 2019 : Top End Wedding, de Wayne Blair : Ned
- 2024 : Oddity, de Damian Mc Carthy : Ted Timmis
- 2024 : Here de Robert Zemeckis : John Harter

### Télévision

#### Séries télévisées
- 1997 - 98 : Animal Ark : James Hunter (13 épisodes)
- 2008 : Mutual Friends : un jeune homme (1 épisode)
- 2008 : The Escort (court-métrage)
- 2009 : Inspecteur Lewis : Terry Brainbridge (1 épisode)
- 2009 : Waterloo Road : Steven (1 épisode)
- 2010 : Doctors : Anatole Karpski (1 épisode)
- 2011 : Land Girls : Reverend Henry Jameson (6 épisodes)
- 2012 : The Hollow Crown : Williams (1 épisode)
- 2012 : Fresh Meat : Giles (1 épisode)
- 2012 : Monroe : Alex Schofield (1 épisode)
- 2013 - 2016 : Inspecteur Barnaby : DS Charlie Nelson (15 épisodes)
- 2017 : Jamestown : Samuel Castell (8 épisodes)
- 2020 : The Great : Grigor Dymov
- 2024 : SAS : Rogue Heroes : Bill Stirling (Saison 2)

#### Téléfilms
- 2012 : La Vie aux aguets : Sean Gilmartin
- 2015 : A Song for Jenny : James

### Jeux vidéo
- 2013 : Cloud Chamber : Tom (voix)
- 2015 : Doragon kuesuto hirozu : Yamiryuu to sekaiju no shiro : Psaro (voix anglaise)
- 2015 : Final Fantasy XIV: Heavensward : Cid (voix anglaise)
- 2020 : South of the Circle : Peter Hamilton (voix)
- 2021 : Final Fantasy XIV: Endwalker : Cid (voix anglaise)
- 2023 : Dragon Quest Monsters : Le Prince des ombres : Psaro / Sir Beefdrake, Duke of Dragons (voix anglaise)

## Voix françaises
- Anatole de Bodinat dans :
  - Inspecteur Barnaby (série télévisée)
  - Bohemian Rhapsody
  - The Great (série télévisée)

et aussi
- Jean-Christophe Dollé dans The Tourist